# 行政洞
行政洞（韩语：／ Haengjeong dong */?）是洞的一种，是大韓民國行政區域的區及自治市的下位行政區域，相當於中国大陆所謂“行政村”、「社區」，臺灣的「村」，以及日本所謂的大字或市下轄的町。行政洞與法定洞的分別在於行政洞有其「洞事務所」。

## 參看
- 法定洞